# Lam hỏa diệt quỷ
Lam hỏa diệt quỷ, hay có tên gốc là Ao no Exorcist (青の祓魔師 Ao no Ekusoshisuto, "Thầy trừ tà sắc xanh") là một bộ manga kỳ ảo đen tối của Nhật Bản do Kato Kazue sáng tác kiêm minh họa. Truyện xoay quanh thiếu niên Okumura Rin phát hiện ra mình và cậu em trai Yukio là con trai của Satan với một phụ nữ loài người, và cậu là người thừa kế sức mạnh của Satan. Sau khi Satan sát hại người giám hộ của họ, Rin đăng ký nhập học tại Học viện True Cross để trở thành một thầy trừ tà (exorcist) dưới sự giám hộ của Yukio nhằm đánh bại Satan.
Bộ manga được tạp chí shōnen manga Jump Square của Shueisha đăng nhiều kỳ từ tháng 4 năm April 2009, với từng chương gói gọn trong 32 tập tankōbon tính đến tháng 5 năm 2025. Viz Media là đơn vị cấp phép cho manga lưu hành ở Bắc Mỹ, tập đầu tiên được phát hành vào tháng 4 năm 2011. Aniplex of America cũng nắm quyền phát hành bộ đĩa DVD anime tại các vùng nói tiếng Anh. Tác phẩm được chuyển thể thành bộ anime truyền hình do A-1 Pictures sáng tác, phát sóng từ tháng 4 đến tháng 10 năm 2011. Phần phim anime điện ảnh là Ao no Ekusoshisuto Gekijōban ra mắt vào tháng 12 năm 2012. Mùa phim thứ hai có nhan đề Kyoto Saga lên sóng từ tháng 1 đến tháng 3 năm 2017. Mùa phim thứ ba do Studio VOLN sản xuất, có nhan đề Shimane Illuminati Saga dự kiến ra mắt vào tháng 1 năm 2024.
Tính đến tháng 12 năm 2022, Lam hỏa diệt quỷ đã lưu hành hơn 25 triệu bản, trở thành một trong những bộ manga bán chạy nhất. Bộ manga được độc giả hưởng ứng tốt, với doanh số tăng mạnh nhờ có phát hành anime.

## Nội dung

### Bối cảnh
Thế giới của Lam hỏa diệt quỷ được chia làm hai chiều không gian gắn liền với nhau như hai mặt gương. Đầu tiên là thế giới vật chất nơi mà con người sinh sống - Assiah (物質界 Asshā), còn thế giới kia là Gehenna (虚無界 Gehena), quỷ giới do Satan cầm đầu. Lúc đầu, việc đi lại hay thậm chí là liên lạc giữa hai thế giới là bất khả thi, song bất kỳ con quỷ nào cũng có thể đi qua chiều không gian Assiah nhờ ám vào một sinh vật sống ở đó. Dẫu vậy, đám quỷ vẫn lang thang trong lịch sử nhân loại mà không ai để mắt tới, vì chỉ những người từng tiếp xúc với quỷ mới thấy được chúng.
Ngược lại, thầy trừ tà (exorcist) là những người được huấn luyện để diệt quỷ gây hại ở Assiah. Với hơn hai nghìn năm hoạt động, hội này có nhiều chi nhánh khắp thế giới do chính Tòa Thánh bí mật chỉ huy và bí mật hoạt động.

### Cốt truyện
Xem thêm: Danh sách nhân vật Lam hỏa diệt quỷ
Truyện xoay quanh thiếu niên Okumura Rin cùng cậu em trai song sinh Yukio được Đức cha kiêm thầy trừ tà Fujimoto Shiro nuôi dưỡng. Một ngày nọ, Rin biết được cậu và Yukio là con trai của Satan. Sau khi chứng kiến Shiro hy sinh để bảo vệ mình, Rin rút thanh gươm diệt quỷ Kurikara (倶利伽羅) - nó có tác dụng kìm hãm sức mạnh của cậu. Từ thời khắc ấy trở đi, Rin không chỉ lấy được nhân dạng quỷ như răng nanh và đuôi, mà còn sở hữu sức mạnh đốt cháy thành ngọn lửa xanh và tiêu hủy bất cứ thứ gì cậu chạm phải.
Rin mong ước trở thành thầy trừ tà như người giám hộ của mình, trở nên mạnh hơn và đánh bại Satan. Cậu đăng ký nhập học tại Học viện True Cross (正十字学園 Sei Jūji Gakuen) - một ngôi trường uy tín chuyên huấn luyện thầy trừ tà, thực chất là chi nhánh Nhật Bản của True Cross Order (正十字騎士團 Sei Jūji Kishidan) - tổ chức quốc tế chuyên bảo vệ Assiah (nhân giới) khỏi Gehenna (quỷ giới). Ngạc nhiên thay, Rin phát hiện là Yukio đã là một thầy trừ tà kỳ cựu và sẽ là thầy giáo dạy mình. Đây là khởi đầu cho hành trình trở thành thầy trừ tà của Rin cùng với cậu em trai và các bạn học của họ, sau khi họ nhanh chóng kết thân.

## Sản xuất
Kato Kazue có được cảm hứng viết truyện từ bộ phim điện ảnh The Brothers Grimm (2005), khi cô cố vạch ra góc nhìn của hai anh em đấu lại lũ quỷ để dựng thành truyện. Sau cùng cô quyết định viết truyện về quỷ và thầy trừ tà, qua đó hình thành cho Lam hỏa diệt quỷ. Do thầy trừ tà là ý tưởng chính của truyện, bộ manga có nhiều chi tiết liên hệ tới Kinh Thánh. Trong buổi phỏng vấn với Anime News Network, Kato chia sẻ: "Tôi không nên bỏ những chi tiết liên hệ này khi đang sáng tác ở thể loại thầy trừ tà." Kato đã lên ý tưởng về cái kết của bộ truyện song thời lượng của tác phẩm vẫn chưa được quyết định dựa trên độ phổ biến của bộ manga ở Nhật Bản.
Năm 2016, Kato bộc bạch: "Tôi nghĩ có thể còn bốn tiểu phần nữa. Tôi đã dựng xong tuyến truyện nháp cho cái kết, song chưa tìm ra hết mọi chi tiết. Tôi có một số thứ vẫn đang phân vân nên phải làm gì." Tháng 7 năm 2021, Kato thông báo bộ manga sẽ bước vào giai đoạn tạm ngừng sáng tác trong tám tháng để cô thực hiện bộ manga ngắn tập dài sáu chương chuyển thể từ Eizen Karukaya Kaiitan của Ono Fuyumi. Bộ manga tiếp tục lưu hành vào ngày 2 tháng 5 năm 2022, tức muộn hơn một tháng so với dự kiến.

## Phương tiện

### Manga
Lam hỏa diệt quỷ được viết và minh họa bởi Kazue Kato. Một chương one-shot, có tựa đề Miyamauguisu House Case (深山鶯邸事件, Miyamauguisu-tei Jiken), được xuất bản lần đầu trên Jump Square của Shueisha vào ngày 4 tháng 8 năm 2008. Lam hỏa diệt quỷ đã được đăng nhiều kỳ trên tạp chí Jump Square kể từ ngày 4 tháng 4 năm 2009. Shueisha đã tập hợp các chương của mình thành các tập tankōbon riêng lẻ. Tập đầu tiên được phát hành vào ngày 4 tháng 8 năm 2009. Tính đến ngày 2 tháng 5 năm 2025, 32 tập đã được xuất bản. 
Bộ truyện đã được Viz Media cấp phép phát hành ở Bắc Mỹ, với tập đầu tiên được phát hành dưới nhãn hiệu Shōnen Jump Advance vào ngày 5 tháng 4 năm 2011. Hai mươi bảy tập đã được phát hành tính đến ngày 3 tháng 5 năm 2022. Bộ truyện cũng được cấp phép ở Pháp bởi Kazé, và ở Ba Lan bởi Waneko. 

#### Phần spin-off
Một loạt phim phụ do Kato viết kịch bản và Minoru Sasaki minh họa, tập trung vào em trai của Rin, Yukio, có tựa đề Salaryman Exorcist: The Sorrows of Yukio Okumura (サラリーマン祓魔師 奥村雪男の哀愁, Salaryman Futsumashi Okumura Yukio no Aishū), bắt đầu vào năm Jump SQ.19 vào ngày 19 tháng 4 năm 2013. Sau khi tạp chí ngừng xuất bản vào ngày 19 tháng 2 năm 2015, bộ truyện được chuyển sang Jump Square, bắt đầu từ ngày 4 tháng 4 cùng năm. Bộ truyện kết thúc vào ngày 3 tháng 4 năm 2020. Các chương của nó được tập hợp thành bốn tập tankōbon, phát hành từ ngày 4 tháng 2 năm 2015, đến ngày 4 tháng 6 năm 2020. 

### Anime
Một anime chuyển thể từ manga đã được công bố vào tháng 11 năm 2010 trên trang web chính thức Jump Square của Shueisha. Anime được sản xuất bởi A-1 Pictures với Hitoshi Okamura là nhà sản xuất. Ban đầu, bộ phim dự kiến phát sóng vào ngày 10 tháng 4 năm 2011 trên MBS; tuy nhiên, do trận động đất và sóng thần Tōhoku ngày 11 tháng 3, việc phát sóng anime đã bị trì hoãn một tuần sau đó vào ngày 17 tháng 4; bộ anime được phát sóng dài 25 tập cho đến ngày 2 tháng 10 cùng năm. Nhạc mở đầu cho 12 tập đầu tiên là "Core Pride" của Uverworld, trong khi nhạc mở đầu từ tập 13 trở đi là "In My World" của Rookiez là Punk'd. Bài hát kết thúc cho 12 tập đầu tiên là "Take Off" của nhóm nhạc nam Hàn Quốc 2PM, trong khi bài hát kết thúc từ tập 13 đến tập 25 là "Wired Life" của Meisa Kuroki. Một video hoạt hình gốc (OVA), có tựa đề Kuro Runs Away From Home (クロの家出, Kuro no Iede), được đưa vào DVD phát hành thứ năm của bộ truyện vào ngày 26 tháng 10 năm 2011. 
Aniplex of America thông báo họ sẽ phát sóng loạt phim này ở Bắc Mỹ thông qua các trang video Hulu, Crunchyroll, Anime News Network và Netflix bắt đầu từ ngày 20 tháng 4 năm 2011. Aniplex of America đã phát hành bộ phim dưới dạng bốn DVD từ ngày 18 tháng 10 năm 2011, đến ngày 29 tháng 6 năm 2012; OVA Kuro Runs Away From Home được tặng kèm trong hộp "DVD Complete 1st Season" của bộ phim được phát hành vào ngày 9 tháng 7 năm 2013. Bộ phim bắt đầu phát sóng tại Hoa Kỳ và Canada trên mạng trực tuyến của Viz Media, Neon Alley, vào ngày 2 tháng 10 năm 2012. Phim được phát sóng trên khối lập trình Toonami của Adult Swim từ ngày 23 tháng 2 đến ngày 10 tháng 8 năm 2014. Muse Communications đã cấp phép cho bộ truyện ở Đông Nam Á, phát trực tuyến với thời gian có hạn trên kênh YouTube của họ cho đến ngày 29 tháng 2 năm 2024. 

#### Phim điện ảnh
Một bộ phim hoạt hình, Blue Exorcist: The Movie, được phát hành vào ngày 28 tháng 12 năm 2012 tại Nhật Bản. 

#### Kyoto Saga
Vào tháng 6 năm 2016, phần thứ hai, có tựa đề Ao no Exorcist: Kyoto Saga, đã được công bố và sau đó được công chiếu vào ngày 7 tháng 1 năm 2017. Koichi Hatsumi đạo diễn phần tiếp theo, trong khi Toshiya Ōno viết kịch bản, Keigo Sasaki thiết kế các nhân vật, Hiroyuki Sawano và Kohta Yamamoto sáng tác nhạc phim. A-1 Pictures quay lại sản xuất phim hoạt hình. Chủ đề mở đầu là "Itteki no Eikyō" (一滴の影響, "Drop's Influence") của Uverworld, trong khi chủ đề kết thúc là "Kono Te de" (コノ手デ, "With This Tay") của Rin Akatsuki. Bộ phim đã được cấp phép bởi Aniplex of America ở Bắc Mỹ, và Muse Communications ở Đông Nam Á, phát trực tuyến trong thời gian giới hạn trên kênh YouTube của họ cho đến ngày 29 tháng 2 năm 2024. 

#### Shimane Illuminati Saga
Vào tháng 12 năm 2022, có thông báo rằng anime sẽ được chuyển thể thành phim truyền hình dài tập mới. Sau đó nó được tiết lộ là phần thứ ba, có tựa đề Ao no Exorcist: Shimane Illuminati Saga, sẽ chuyển thể từ tập 10–15 của manga. Phần tiếp theo sẽ do Studio VOLN sản xuất và Daisuke Yoshida đạo diễn, với kịch bản do Toshiya Ōno viết, thiết kế nhân vật do Yurie Oohigashi phụ trách và âm nhạc do Hiroyuki Sawano và Kohta Yamamoto sáng tác.  Phim dự kiến khởi chiếu vào ngày 7 tháng 1 năm 2024, trên Tokyo MX và các mạng khác. Nhạc mở đầu là "Eye's Sentry" của Uverworld, trong khi nhạc kết thúc là "Gakkyū Nisshi" (学級日誌, "Class Diary") của Mulasaki-Ima. Muse Communications đã cấp phép cho bộ phim ở Đông Nam Á. 

### Light novel
Bốn cuốn tiểu thuyết nhẹ do Aya Yajima viết, với hình minh họa do Kazue Kato cung cấp, đã được Shueisha phát hành dưới nhãn hiệu Jump J-Books của họ. Cuốn tiểu thuyết đầu tiên, có tựa đề Blue Exorcist: Weekend Hero, được phát hành vào ngày 2 tháng 9 năm 2011. Cuốn tiểu thuyết thứ hai, Blue Exorcist: Home Sweet Home, được phát hành vào ngày 4 tháng 12 năm 2012. Nó tập trung vào các sự kiện trong quá khứ, chẳng hạn như thời thơ ấu của Rin, Yukio, Ryuji, Renzo và Konekomaru, cũng như thời thơ ấu của Juzo Shima và Mamushi Hojo khi còn là học sinh tại Học viện True Cross. Cuốn tiểu thuyết thứ ba, có tựa đề Blue Exorcist: Bloody Fairytale, được phát hành vào ngày 4 tháng 3 năm 2014. Cuốn tiểu thuyết thứ tư, có tựa đề Blue Exorcist: Spy Game, được phát hành vào ngày 3 tháng 3 năm 2017. 

### Trò chơi điện tử
Một tiểu thuyết trực quan dành cho PlayStation Portable, Ao no Exorcist: Genkoku no Labyrinth được phát hành vào ngày 26 tháng 4 năm 2012, bởi Bandai Namco Games. 
Một trò chơi trên điện thoại thông minh, Blue Exorcist: Damned Chord ban đầu được công bố vào tháng 12 năm 2018; tuy nhiên vào tháng 11 năm 2020, có thông báo rằng trò chơi đã bị hủy. 
Một game nhập vai hành động 3D, Alterna Welt: Ao no Exorcist Gaiden đã được công bố tại Jump Festa 2024. Nó dự kiến được phát hành trên điện thoại thông minh và PC vào quý 3 năm 2024. 

### Các phương tiện khác
Một vở kịch sân khấu dựa trên bộ truyện, có tựa đề Live Act Ao no Exorcist: Mashin no Rakuin, đã có chín buổi biểu diễn tại hội trường Nippon Seinenkan ở phường Shinjuku của Tokyo từ ngày 11 đến ngày 17 tháng 5 năm 2012. Satoshi Owada đạo diễn và viết kịch bản cho vở kịch. Nhân vật chính Rin và Yukio Okumura lần lượt được thể hiện bởi Ryou Kimura và Kimito Totani.

## Tiếp nhận

### Manga
Đến tháng 11 năm 2016, Ao no Exorcist đã có hơn 15 triệu bản được lưu hành. Đến tháng 12 năm 2022, manga đã có hơn 25 triệu bản được lưu hành. Bộ truyện tranh này đã rất nổi tiếng ở Nhật Bản với tập thứ bảy nhận được số lượng in đầu tiên là một triệu bản, trở thành bộ truyện tranh Jump Square đầu tiên đạt được cột mốc quan trọng như vậy. Việc phát hành anime cũng làm tăng đáng kể doanh số bán manga đến mức Shueisha quyết định tăng lượng in cho tập thứ bảy. 
Các nhà phê bình đã khen ngợi manga Ao no Exorcist, với nhà phê bình Leroy Douresseaux của Comic Book Bin cảm thấy tập đầu tiên có tiềm năng, thưởng thức sự hài hước trong tác phẩm cũng như các nhân vật cũng như sự tương tác của họ, đồng thời giới thiệu nó cho độc giả tuổi teen. Danica Davidson từ Otaku USA cảm thấy rằng mặc dù bộ truyện sử dụng cách kể chuyện đáng lo ngại, nhưng những đặc điểm anh hùng của Rin mặc dù là con trai của Satan khiến cốt truyện trở nên hấp dẫn hơn đối với độc giả. Tác phẩm nghệ thuật của Kato đã được Carlo Santos của Anime News Network khen ngợi về cách mỗi nhân vật có những đặc điểm riêng biệt trong khi hình nền được thiết kế đẹp mắt. Deb Aoki của About.com ca ngợi nghệ thuật của Kato và "thế giới đa chiều hòa quyện giữa kiến trúc châu Âu, văn hóa Nhật Bản, công nghệ hiện đại và sự kỳ quái theo phong cách Tim Burton ", đồng thời nói rằng đó là một "sự pha trộn đa văn hóa" của Harry Potter, Cirque du Soleil, Blade Runner và Alice in Wonderland, nhưng cô gọi các cảnh hành động là "hơi hỗn loạn và đôi khi khó theo dõi". 

### Anime
Carl Kimlinger từ Anime News Network nhấn mạnh việc hành quyết được thực hiện tốt như thế nào, dẫn đến các tình tiết mang tính giải trí, đặc biệt là các cảnh chiến đấu, được coi là một trong những điểm mạnh nhất của anime và mô tả nó là "Hành động tuyệt vời, nhân vật vui nhộn và một trải nghiệm thú vị", thỉnh thoảng cũng có sự giằng xé trong lòng; mỗi tập phim đều là một vụ nổ". Sandra Scholes của Active Anime lưu ý những điểm tương đồng với các bộ truyện khác như Trinity Blood, Fullmetal Alchemist và Bleach, nhưng viết rằng câu chuyện và các nhân vật có "rất nhiều điều riêng để trêu ngươi chúng ta xem." 